# Frontiers in Ecology and the Environment
Frontiers in Ecology and the Environment — оглядовий науковий журнал, який публікується Екологічним товариством Америки (ESA). Журнал виходить друком 10 разів на рік, містить оглядові статті, аналітичні огляди щодо всіх аспектів екології, навколишнього середовища і пов'язаних дисциплін, а також короткі з високим коефіцієнтом впливовості дослідницькі статті з широкого поля междисциплінарних питань. Додатково публікуються репліки редакторів, важливі новини (місцеві і міжнародні), є розділ листів, об'яви щодо роботи і спеціальні колонки.

## Цілі і поле інтересів
Frontiers in Ecology and the Environment сприяє членам ESA. Міжнародний за інтересами і міждисциплінарний за підходами, Frontiers фокусується на сучасних екологічних проблемах і викликах довкілля.
Frontiers націлений на професіональних екологів і науковців, які працюють у пов'язаних галузях.
Frontiers охоплює усі аспекти екології, довкілля і пов'язані суб'єкти, зосереджуючись на глобальних проблемах, широких вагомих дослідженнях, міждисциплінарних або міждержавних питаннях, нових технологіях і технічних відкриттях, нових підходах до старих проблем, а також практичних втіленнях досягнень екологічної науки.
Журнал розсилається усім членам ESA як частина їх членства, а також доступний за підпискою для нечленів і встановленого кола бібліотек.

## Реферування та індексування
Frontiers in Ecology and the Environment охоплюється Current Contents
Agriculture, Biology, and Environmental Sciences, Science Citation Index, ISI Alerting Services, Cambridge Scientific Abstracts, Biobase, Geobase, Scopus, CAB
Abstracts, and EBSCO Environmental Issues and Policy Index.
Згідно з висновком Journal Citation Reports, у 2012 р. журнал мав Імпакт-фактор 7.615, займаючи 3-те місце серед 210 журналів в категорії «Environmental Sciences» і 6-те місце серед 136 журналів в категорії «Ecology».

## Ресурси Інтернету
- Офіційний сайт